# Andrej Gerenčer
Andrej Gerenčer, slovenski politik, ekonomist in veleposlanik, * 28. november 1941.
Gerenčer je v svoji politični karieri bil: predsednik Skupščine občine Murska Sobota (1986-94), župan Mestne občine Murska Sobota (1994-1996), poslanec 2. (1996-2000) in 3. državnega zbora Republike Slovenije (2000-04). Med letoma 2002 in 2006 je bil veleposlanik na Madžarskem, v Bolgariji, Moldaviji in Ukrajini.